# Castelul Blatná
Castelul Blatná este situat la nord-vest cca. 60 km depărtare de České Budějovice din regiunea Jihočeský kraj, Boemia de sud, Cehia. Inițial a fost în secolul XIII, o cetate cu o capelă, pentru prima oară amintită în anul 1235. Construcția a aparținut la început baronilor von Strakonitz. In secolul XV ajunge să fie proprietatea familiei „von Rosental”, prin căsătorie ajunge în posesia regelui Boemiei  George Podiebrad, care a transformat cetatea în castel cu o arihitectură tipică renașterii timpurii. Ulterior castelul devine succesiv proprietatea familiilor Rozdražov, Serény și Ottenhausen, ultimii fiind și în prezent proprietarii castelului.